# Бок, Барт Ян
Барт Ян Бок (нидерл. и англ. Bart Jan Bok; 28 апреля 1906 — 5 августа 1983) — американский астроном голландского происхождения.

## Биография
Родился в Хорне (Нидерланды), окончил Лейденский университет в 1926. В 1927—1929 работал в Астрономической лаборатории имени Я. К. Каптейна Гронингенского университета. В 1929 переехал в США. В 1933—1957 работал в Гарвардском университете (с 1947 — профессор). В 1957—1966 — директор обсерватории Маунт-Стромло (Австралия) и профессор Австралийского национального университета. С 1966 — профессор Аризонского университета (США), в 1966—1970 — директор обсерватории Стюарда этого университета.
Основные труды в области структуры, динамики и эволюции Галактики. В ранних работах получил оценки возраста звёздных скоплений с учётом влияния галактического гравитационного поля, изучал пространственное распределение звёзд. Исследовал спиральную структуру Галактики по распределению горячих ОВ-звёзд, цефеид и областей ионизованного водорода. Одним из первых осознал значение радиолинии водорода 21 см для изучения строения Галактики и был инициатором создания первого радиотелескопа в Гарвардской обсерватории (на станции Агэссиз близ Кембриджа). Одним из первых применил теорию волн плотности к проблеме спиральной структуры Галактики. Внёс существенный вклад в изучение южных областей Млечного Пути и Магеллановых Облаков. В 1947 совместно с Э. Рейли обнаружил небольшие тёмные туманности круглой формы, сильно поглощающие свет и видимые лишь на фоне ярких диффузных туманностей. Эти тёмные туманности названы глобулами. Размеры их — от 10 000 а. е. до 1—2 световых лет, а масса — от 0,001 до 0,1 массы Солнца. Автор нескольких монографий, в том числе монографии «Млечный путь» (совместно с П. Бок, 1-е изд. 1941, рус. пер. 1948, 1978).

## Награды и признание
Член Национальной академии наук США (1968), член-корреспондент Нидерландской королевской академии наук, вице-президент Международного астрономического союза (1970—1976), президент Американского астрономического общества (1972—1974).
В число наград входят
- Стипендия Гуггенхайма (1950)[4]
- Лекция Карла Янского (1972)
- Медаль Кэтрин Брюс Тихоокеанского астрономического общества (1977).
- Премия Генри Норриса Рассела (1982)

В честь его и его супруги названы кратер на Луне и астероид № 1983. Кроме того, в его честь назван 90-дюймовый Телескоп Бока в обсерватории Стюарда.